# 巴哈瓦尔布尔土邦
巴哈瓦爾布爾土邦，是英屬印度的土邦，從1802年生存到1955年，後被西巴基斯坦併吞成為旁遮普省一部分。國家佔地面積45911平方公里（17,494平方英里），1941年人口為1,341,209人。國家首都是巴哈瓦爾布爾。
巴哈瓦爾布爾土邦是阿富汗杜蘭尼帝國瓦解後，由納瓦布·穆罕默德·巴哈瓦爾·汗·阿巴斯成立於1802年。他的繼任者是納瓦布·穆罕默德·巴哈瓦爾·汗·阿巴斯三世。1833年2月22日，阿巴斯三世與英國人締結了聯盟，巴哈瓦爾布爾被英屬印度政府認定為國王。 當印度在1947年獨立時，巴哈瓦爾邦加入了巴基斯坦。巴哈瓦爾布爾土邦仍然是一個自治實體，直到1955年10月14日，與西巴基斯坦省合併。
1955年，时任纳瓦卜莫哈末五世和古拉姆·穆罕默德將軍簽署了一項協議，據此，巴哈瓦爾布爾邦成為西巴基斯坦省的一部分，事實上納瓦布開始每年獲得320万盧比的津貼，1966年5月莫哈末五世在倫敦逝世，結束了他59年的長期統治，他的長子阿巴斯·汗·阿巴西成功地继承了巴哈瓦爾布爾的納瓦布的頭銜，但沒有任何行政或政治權力。 
巴哈瓦爾布爾土邦的王族自稱是阿拉伯人，並且是巴格達阿拔斯王朝哈里發的後裔，在1370年左右抵達信德省地區。